# Rind-Herning Kommune
Rind-Herning Kommune var en landkommune i Hammerum Herred i Ringkøbing Amt fra 1842 til 1882.

## Administrativ historik
Rind-Herning Sognekommune blev dannet, da sogneforstanderskaberne blev oprettede i 1842.
I 1882 blev kommunen delt mellem Rind Kommune og Herning Kommune (1882-1913).
Herning blev købstad i 1913, mens Rind var en sognekommune frem til Kommunalreformen i 1970. Fra 1970 indgår Herning og Rind samt en række andre sogne i den nye Herning Kommune.